# 1,4-diossina
La 1,4-diossina, o p-diossina, è un composto organico eterociclico, non aromatico, avente formula molecolare C4H4O2. La molecola è costituita da un anello esatomico contenente due vinileni (−CH=CH−), con gli atomi di carbonio ibridati sp2, uniti da due ponti ossigeno (−O−) ed è pertanto un doppio etere insaturo. La molecola è l'isomero strutturale della 1,2-diossina (o-diossina), un composto di minore stabilità per via della presenza nell'anello del legame perossidico (O−O).
In condizioni ambiente è un liquido volatile instabile, tendente a polimerizzare, che bolle intorno a 75 °C.
La p-diossina ed il suo isomero fanno parte della categoria delle diossine, termine semplificativo molto diffuso per indicare le molto più stabili e persistenti dibenzodiossine (e in specie i loro tetracloroderivati), di cui rappresentano le strutture più semplici e ne sono quindi capostipiti.

## Sintesi
La sintesi si fa partendo dal furano e anidride maleica che, reagendo tra loro secondo il meccanismo della reazione di Diels-Alder, danno l'addotto contenente un doppio legame. Questo viene convertito nel corrispondente epossido. La tensione d'anello in tal modo introdotta causa l'espulsione di anidride maleica in una reazione retro-Diels-Alder, con formazione così della 1,4-diossina:

## Reattività
La 1,4-diossina presenta un anello planare non aromatico che può essere considerato come l'esito della condensazione di due molecole di etendiolo (HO−CH=CH−OH), composto enolico in equilibrio tautomerico con l'aldeide glicolica (CH2OH−CHO), con eliminazione di due molecole di acqua.
La rimozione di due elettroni di valenza dalla molecola porta alla formazione di un catione organico con carattere aromatico, a differenza della diossina di partenza. La 1,4-diossina è un composto instabile che a temperatura ambiente tende lentamente a polimerizzare. Reagisce facilmente con diversi elettrofili, in particolare con gli alogeni molecolari (Cl2 e Br2), che attaccano i doppi legami C=C ossidando la molecola.